# Anna Drasdilová
Anna Drasdilová (rozená Dráždíková, provdaná Krchová, 5. února 1841 Pustý Mlýn u Blatné – 14. srpna 1929 Milevsko) byla česká operní pěvkyně, hudební pedagožka po dobu 22 let působící ve Spojených státech amerických. Byla jednou z prvních českých zde působících operních pěvkyň a okolo roku 1875 rovněž stala primadonou opery v Milwaukee, jakožto první primadona českého původu v USA.

## Život

### Mládí
Narodila se v osadě Pustý Mlýn nedaleko Blatné v jihozápadních Čechách v mlynářské rodině. Od mládí se svěnovala zpěvu a na přímluvu svého příbuzného, pěvce Karla Strakatého, byla přijata ke studiu zpěvu v letech 1855 až 1858 v Praze u operního kapelníka Jahna, následně pak studovala v Hamburku a v Londýně, kde byla žákyní původem ruské pěvkyně Erminie Rudersdorfové. Následně proslula jako zpěvačka oratorií, absolvovala řadu koncertů před prestižními publiky, včetně výstupů pro britskou královnu Viktorii v Buckinghamském paláci, ruskou carevnu či dánskou královnu. Následně začala účinkovat s uměleckým souborem kapelníka a pianisty Rubinsteina, se kterým absolvovala řadu zájezdů.

### V USA
Roku 1864 odcestovala s Rubinsteinovým souborem do USA. I zde dosáhla značných uměleckých úspěchů, zejména pak pro publikum z řad zdejší početné českoamerické komunity. Zde následně absolvovala úspěšnou kariéru koncertní a operní pěvkyně: vystupovala mj. v Chicagu, Milwaukee, New Yorku, Baltimoru, Cincinnati a dalších městech, především však v těch s větším zastoupením menšiny Čechoameričanů. Usazena byla v New Yorku. V českých krajanských periodicích byla často zmiňována a velebena pro své vysoké pěvecké kvality.
Roku 1877 navštívila Čechy a svou rodnou Blatnou.

### Konec kariéry
V zimních měsících roku 1886 cestovala Drasdilová vlakem na koncert do Pittsburghu, vlak však uvízl v závějích a šestihodinové čekání na pomocný vlak způsobilo, že umělkyně ztratila hlas. Kvůli léčení odjela zpět do Čech, kde se léčila v Lázních Jeseník, k plné rekonvalescenci jejího hlasu však již nikdy nedošlo, proto byla nucena ukončit svou profesionální kariéru a nadále žít v českých zemích.
Provdala se za skladatele a pedagoga Josefa Krcha a společně žili v Jeseníku. Po jeho smrti přesídlila do Milevska, města ležícího nedaleko svého rodiště, kde dožila v nuzných podmínkách a zapomnění uměleckého světa

### Úmrtí
Anna Drasdilová zemřela 14. srpna 1929 v Milevsku ve věku 88 let.